# Heinrich Maul
Heinrich Maul (* 13. September 1935 in Lübeck) war von 1979 bis 2000 Richter am deutschen Bundesgerichtshof.

## Leben
Nach dem Studium der Rechtswissenschaften in Mainz und Beendigung seiner juristischen Ausbildung trat Maul 1963 als Gerichtsassessor in den Justizdienst des Landes Baden-Württemberg ein, wo er als Richter am Amtsgericht Baden-Baden und am Landgericht Karlsruhe tätig wurde.
Zwischen 1971 und 1973 war Maul beim Bundeskanzleramt beschäftigt. Anschließend kehrte er unter Beförderung zum Oberlandesgerichtsrat in den Justizdienst zurück und nahm sein Richteramt am Oberlandesgericht Karlsruhe wahr.
1979 zum Richter am Bundesgerichtshof gewählt, wurde Maul durch dessen Präsidium dem 1. Strafsenat zugewiesen, dem er bis zu seinem Eintritt in den Ruhestand am 30. September 2000, seit 1982 auch als stellvertretender Vorsitzender, angehörte. 1996 war er mit einer Konkurrentenklage gescheitert, mit der er seine Beförderung zum Vorsitzenden Richter am Bundesgerichtshof erzwingen wollte, nachdem ihm Gerhard Schäfer vorgezogen worden war. Seit seinem Ausscheiden beim BGH ist Maul als Rechtsanwalt tätig.
Neben seinem Richteramt war Heinrich Maul auch kommunalpolitisch tätig und Fraktionsvorsitzender der SPD im Karlsruher Gemeinderat, dem er von 1980 bis 2014 angehörte.
In der NDR-Dokumentation 45 Min – Die neue Macht der Rocker wurde über ein Youtube-Video berichtet, in dem Maul im Gespräch mit dem Pressesprecher der Hells Angels äußerte, dass er die Einschätzung, die Hells Angels gehörten zur organisierten Kriminalität, für falsch halte; er kritisierte eine Polizeirazzia in einem Hells-Angels-Treff, von der auch er betroffen war. Er hatte schon zuvor Hells-Angels-Mitglieder als Rechtsanwalt vertreten.